# Pere d'Arenys
Pere d'Arenys (Arenys de Munt, 1349 – Barcelona, 1419) fou un teòleg dominicà català.
Entrà al convent dominicà de Santa Caterina de Barcelona el 1362, essent ordenat sacerdot el 1371. Seguí estudis eclesiàstics en diversos convents del seu orde a Barcelona, Mallorca i València. Estudià lògica a l'Escola de Lògica del convent del seu orde a Lleida. De 1474 a 1378 cursà teologia a Barcelona, Tolosa i París.
Va exercir la seva carrera docent a Tarragona (1379), a Barcelona (1380) i a Lleida, on va ser professor de teologia en el convent abans referit el 1383.
Fou mestre en teologia a Perpinyà el 1391, i el 1385, segons indica ell mateix en la seva Crònica, havia ensenyat a la Universitat de Bolonya.
Exercí diversos càrrecs dins el seu orde, fou prior de diversos convents, visitador provincial i comissari de la Inquisició.
El 1407 fou nomenat provincial del seu orde a Terra Santa, però hi renuncià, restant a Barcelona fins a la seva mort.
És autor d'una crònica (Chronicon, en llatí), d'història civil i eclesiàstica des de 1395 a 1415, que aporta moltes dades sobre la història interna de l'orde dels dominics i sobre l'ensenyament a la seva època, així com sobre el cisma d'Occident, la Guerra Civil Catalana o el Compromís de Casp. També conté molta informació sobre el seu contemporani sant Vicent Ferrer, els seus miracles i la seva actitud política.

## Obres
- Chronicon